# ۲ شوال
۲ شوال، دومین روز از ماه شوال در تقویم هجری قمری است.
در تقویم هجری قمری قراردادی این روز دویست و شصت و هشتمین روز سال است.

## درگذشتگان
- ۳۸۴ - محمد بن عمران مرزبانی
- ۵۸۳ - ابن تعاویذی شاعر عراقی.